# Tammiku (Väike-Maarja)
Tammiku (Duits: Tammik) is een plaats in de Estlandse gemeente Väike-Maarja in de provincie Lääne-Virumaa. De plaats heeft 42 inwoners (2021) en heeft de status van dorp (Estisch: küla).
De plaats hoorde tot in 2017 bij de gemeente Rakke. In dat jaar werd Rakke bij de buurgemeente Väike-Maarja gevoegd.
Op het grondgebied van het dorp liggen twee meren, het Tammiku järv (3,3 ha) en het Väike-Tammiku järv (1,1 ha). Dat laatste meer ligt dus niet op het grondgebied van het dorp Väike-Tammiku, dat ten noorden van Tammiku ligt.

## Geschiedenis
Bij Tammiku zijn de resten van een fort gevonden, dat de Esten hebben gebouwd voordat het land door de Orde van de Zwaardbroeders werd veroverd, maar verder niet goed te dateren is. Een andere archeologische vondst is een begraafplaats uit de late ijzertijd.
Tammiku werd voor het eerst genoemd in 1241 onder de naam Tamicas. In 1430 werd een landgoed Mandelver mit Tammik genoemd. Mandelver is Mõisamaa, nu het zuidwestelijke buurdorp van Tammiku. In 1479 lagen beide dorpen op het landgoed van Sall (Salla), maar in 1526 werd Tammik onder de naam Tamkas een apart landgoed. Op het landgoed lagen twee dorpen: Groß-Tammik of Tammik (Estisch: Suure-Tammiku of Tammiku) en Klein-Tammik (Estisch: Väike-Tammiku). De laatste eigenaar van het landgoed voor de onteigening door het onafhankelijk geworden Estland in 1919 was Ewald Edler von Rennenkampff, die trouwens ook het landgoed Moisama (Mõisamaa) bezat.
Het landhuis van het landgoed was opgetrokken in steen en bestond uit een vleugel van twee woonlagen en een vleugel van één woonlaag. Het brandde uit in 1948. Daarna werd een nieuw landhuis gebouwd, dat niet op het oude lijkt. Het heeft maar één woonlaag. Een paar bijgebouwen en het park rond het landhuis zijn bewaard gebleven.

## Foto's

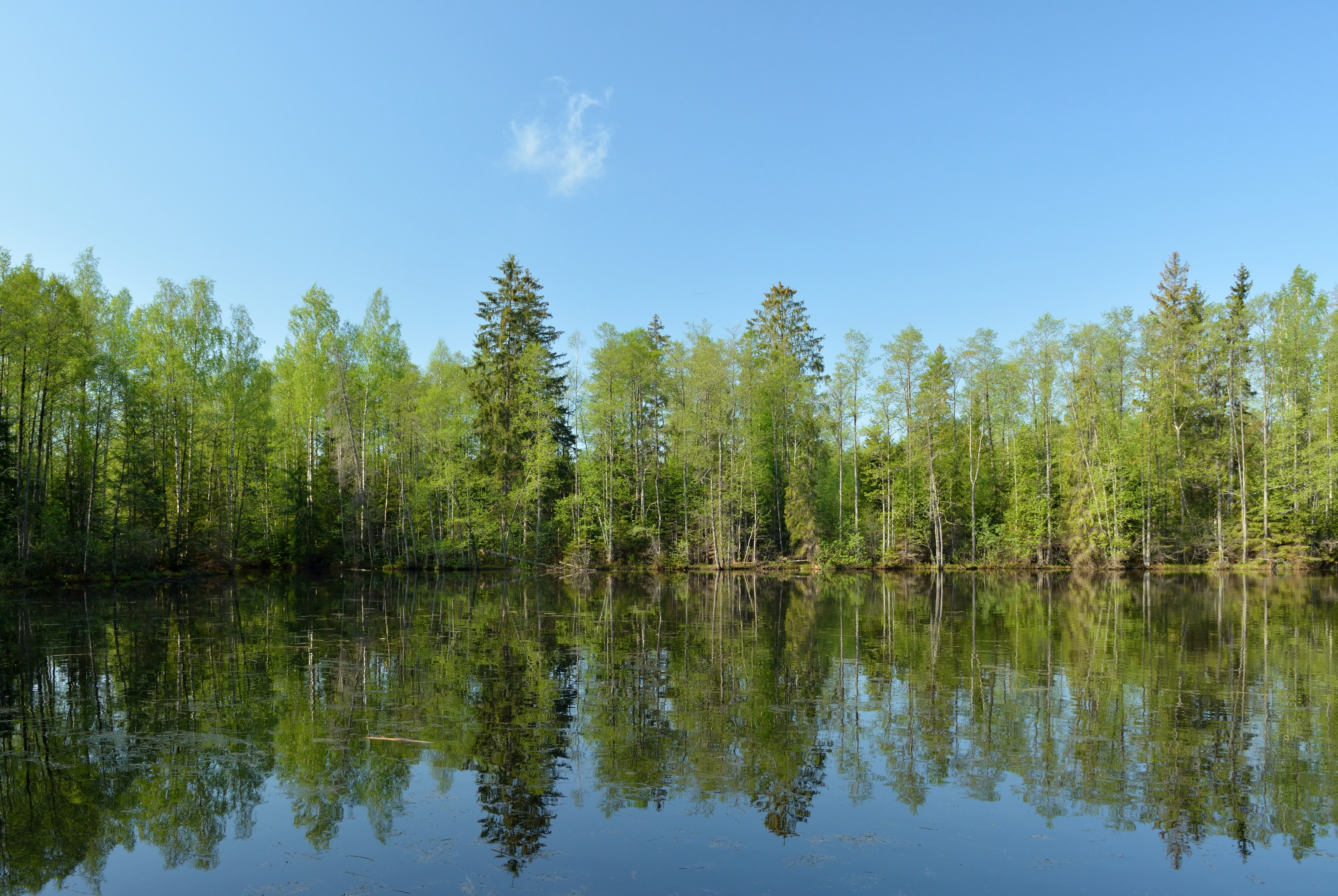
Het Tammiku järv
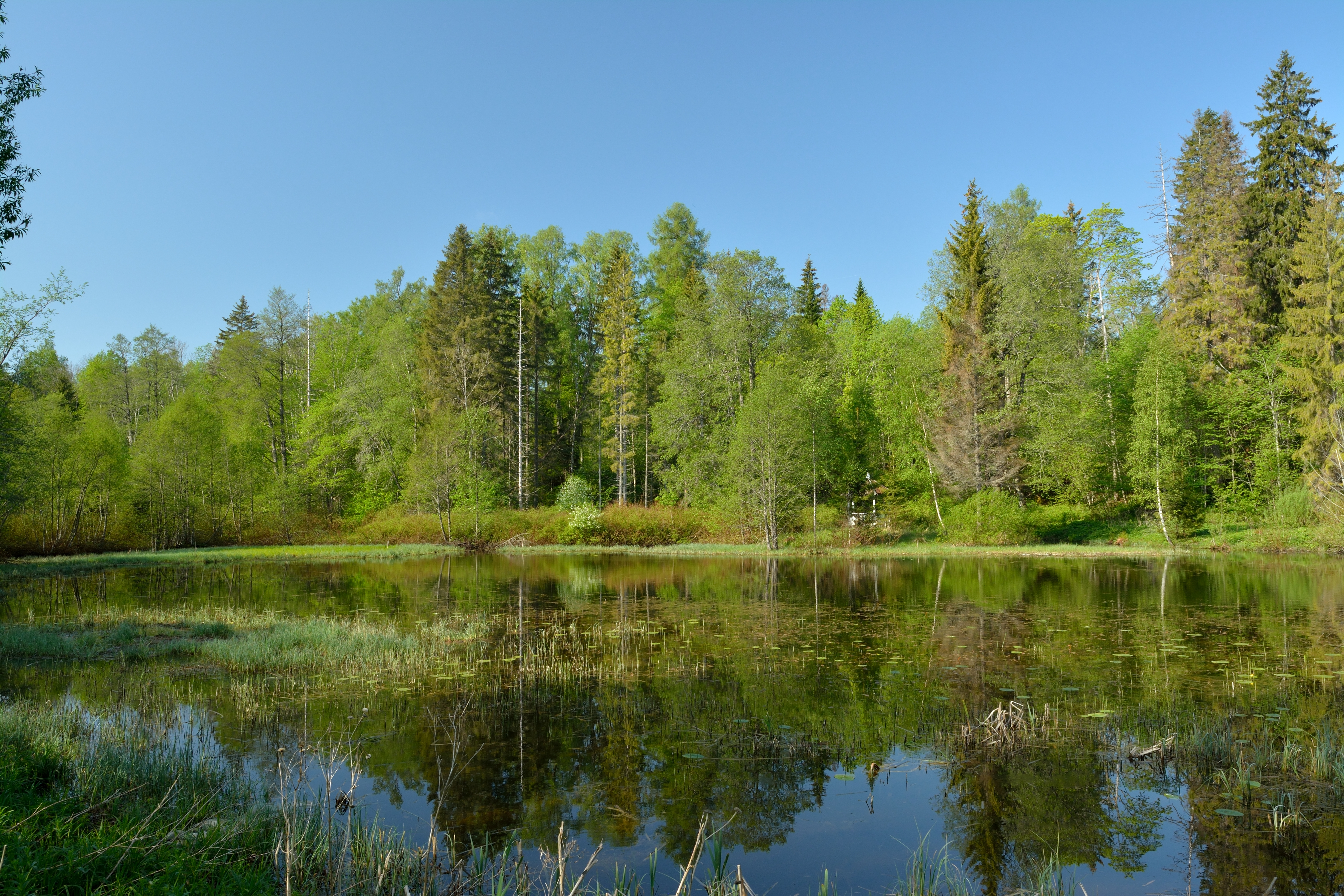
Het Väike-Tammiku järv
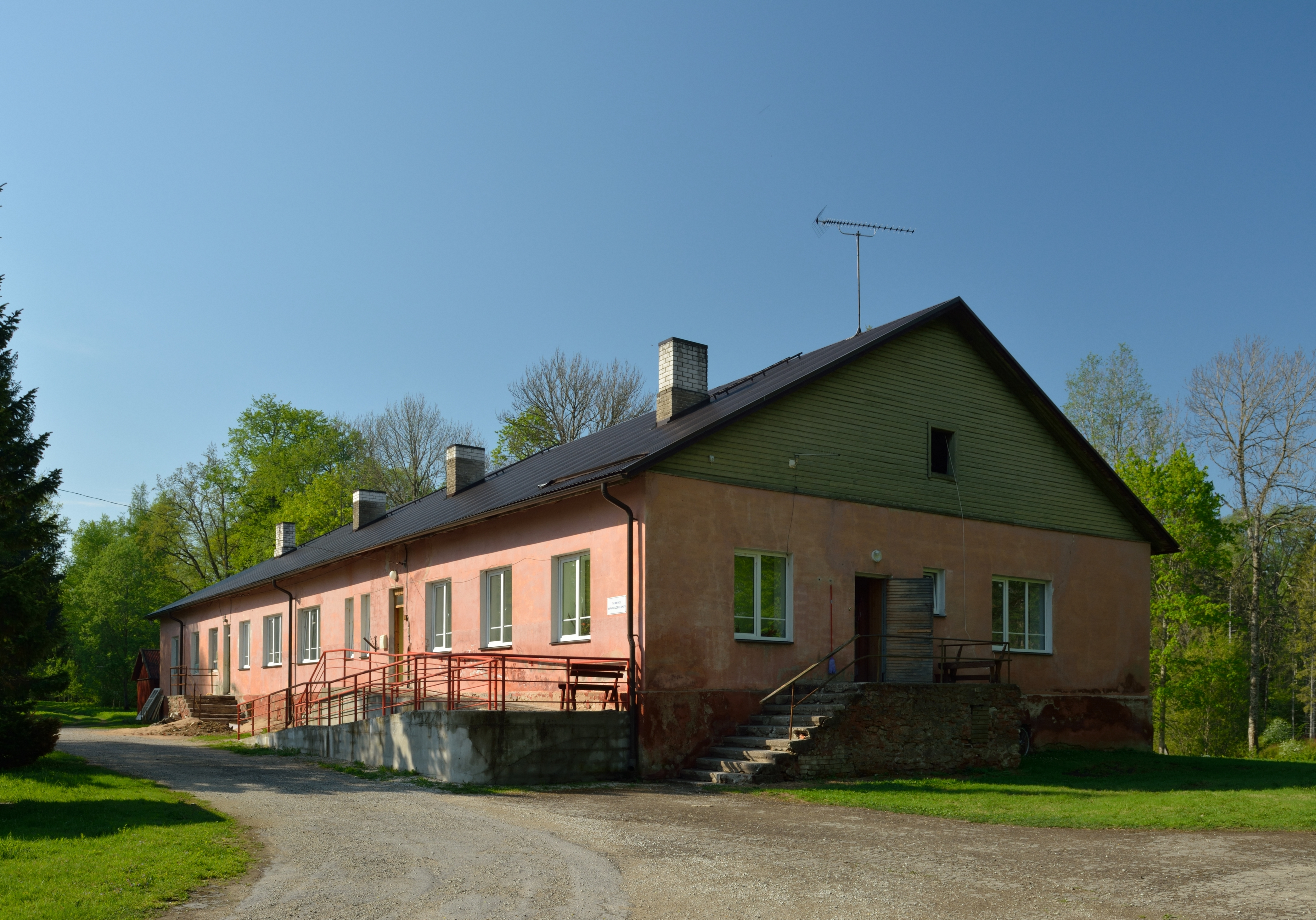
Het landhuis van Tammiku
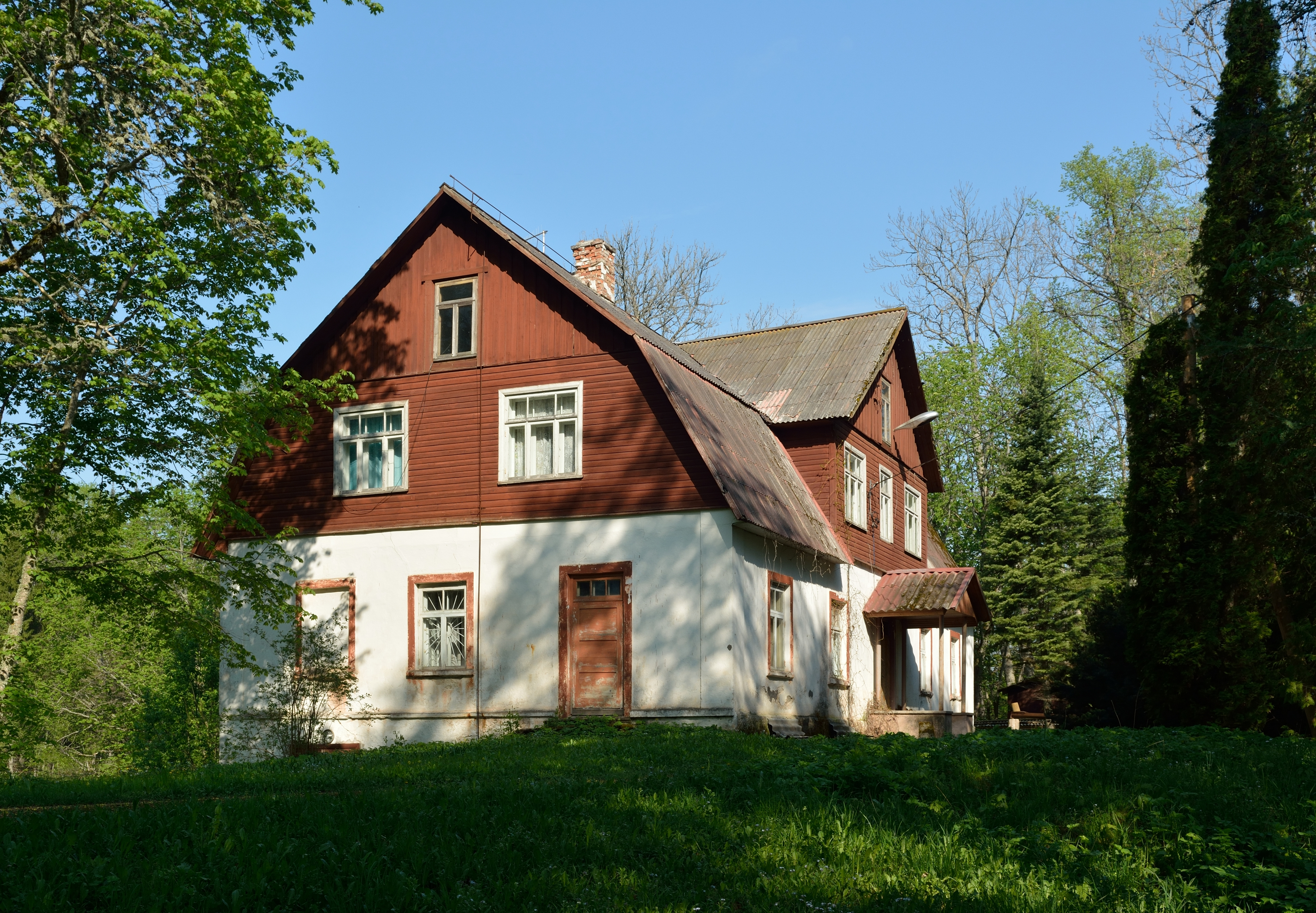
Het voormalige huis van de opzichter